# Bahnhof Wuppertal-Vohwinkel

Der Bahnhof Wuppertal-Vohwinkel ist der westlichste Bahnhof im Stadtgebiet Wuppertals und befindet sich im Ortsteil Vohwinkel. Er ist ein Keilbahnhof und gehört der Preisklasse 3 an.

## Geschichte

### Die ersten beiden Empfangsgebäude
Das erste Empfangsgebäude wurde 1841 von der Düsseldorf-Elberfelder Eisenbahn-Gesellschaft in Betrieb genommen. Mit der Verlängerung der Prinz-Wilhelm-Eisenbahn wurde Vohwinkel 1848 zum Eisenbahnknoten. Das Gebäude im klassizistischen Stil befand sich im Gleisdreieck zwischen den Strecken nach Elberfeld und Essen westlich des heutigen Lienhardplatzes und der heutigen Bahnstraße.
1873 wurde ein neues Empfangsgebäude etwas weiter südwestlich errichtet. Es befand sich nördlich der Endhaltestelle der 1901 in Betrieb genommenen Wuppertaler Schwebebahn im Bereich des heutigen Platzes Stationsgarten. Dieser Bahnhof wird heute in der Literatur als Alter Bahnhof bezeichnet. Das derzeitige Empfangsgebäude (Neuer Bahnhof genannt) wurde mehrere hundert Meter nordöstlich 1908 in Betrieb genommen, der Alte Bahnhof wurde danach noch als Güterumschlagsplatz genutzt und 1973 abgerissen.

### Der Neue Bahnhof

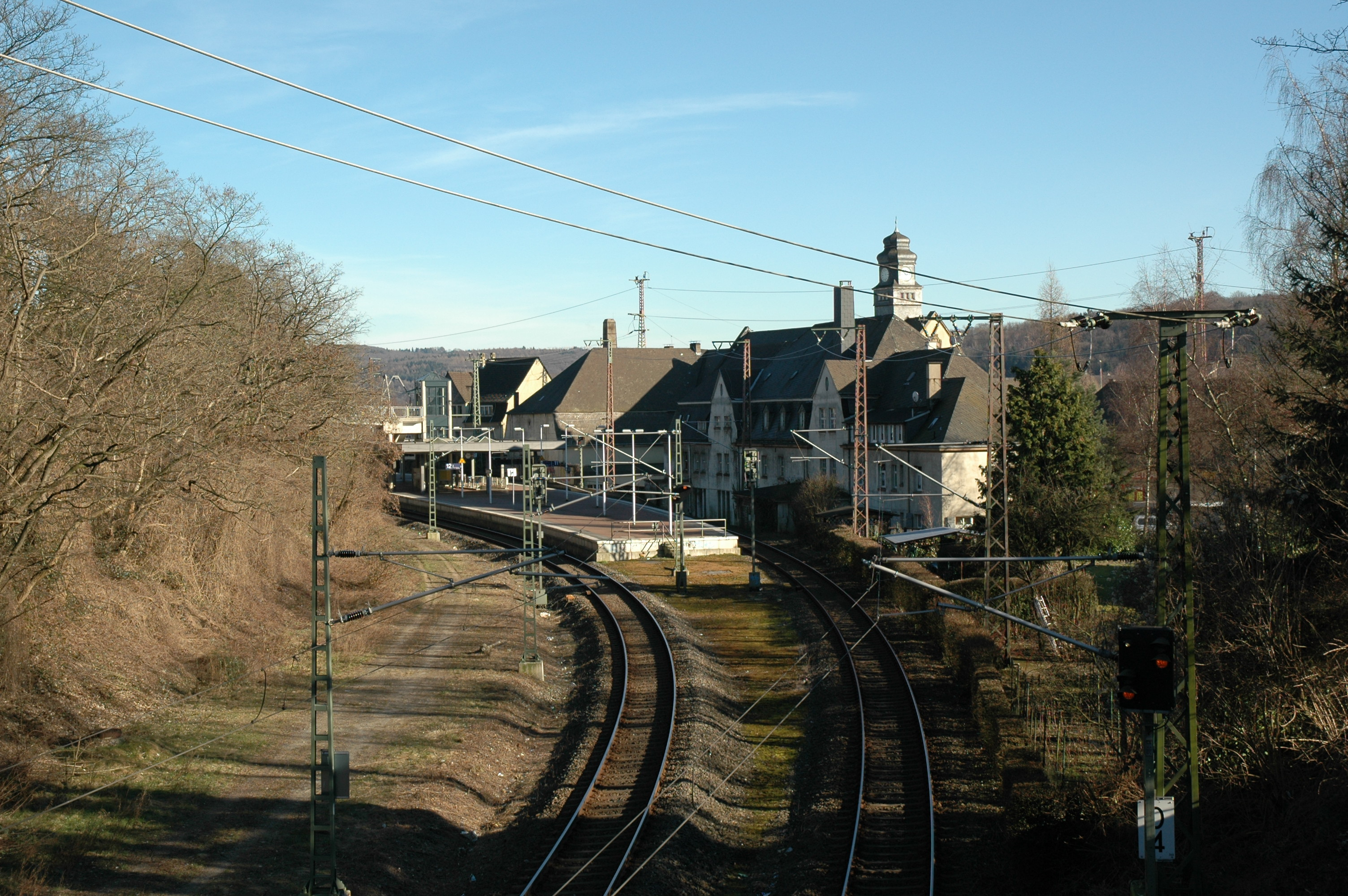
Die nördlich gelegenen Gleise 11 und 12 in Richtung Essen

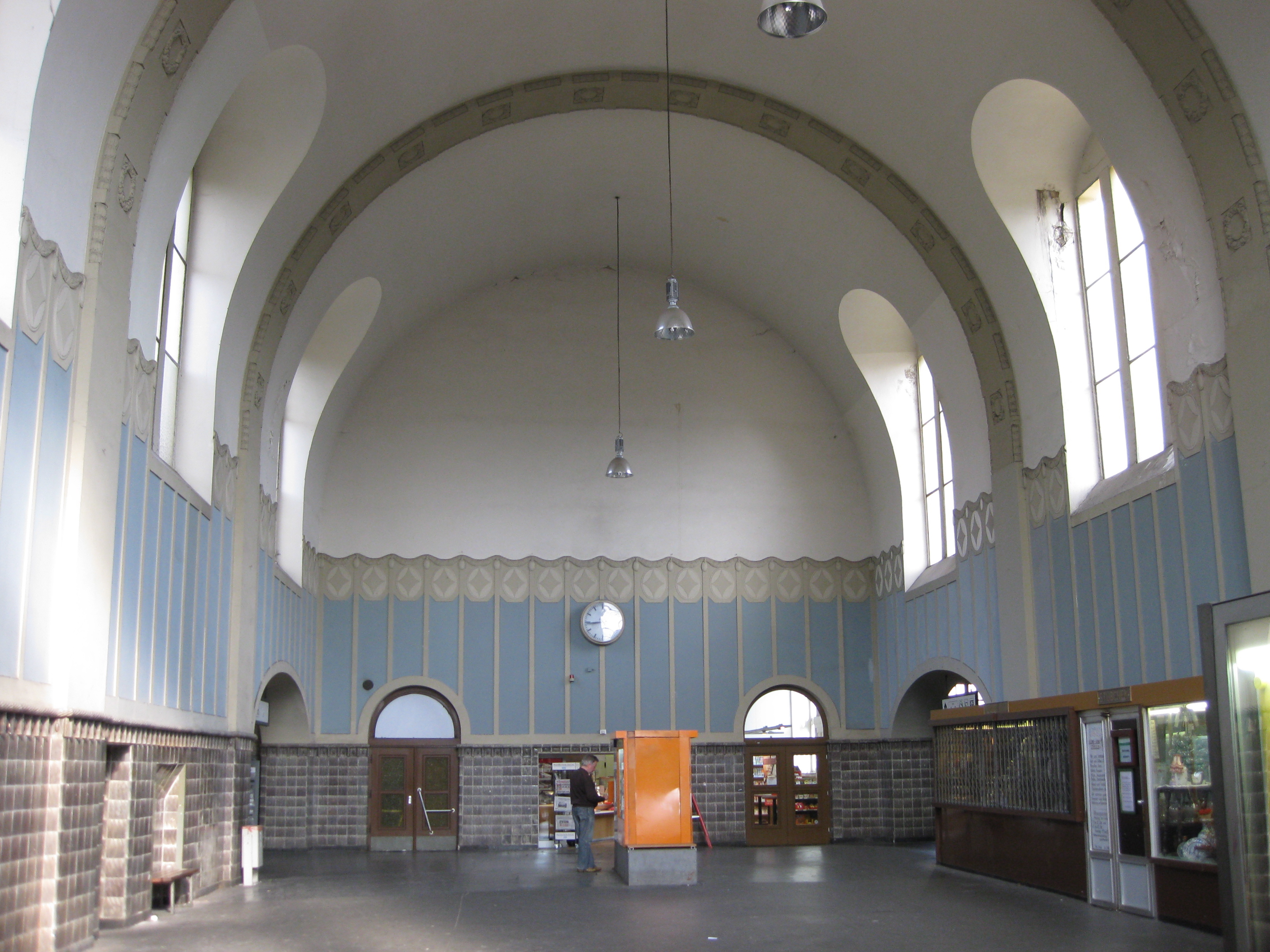
Die Empfangshalle

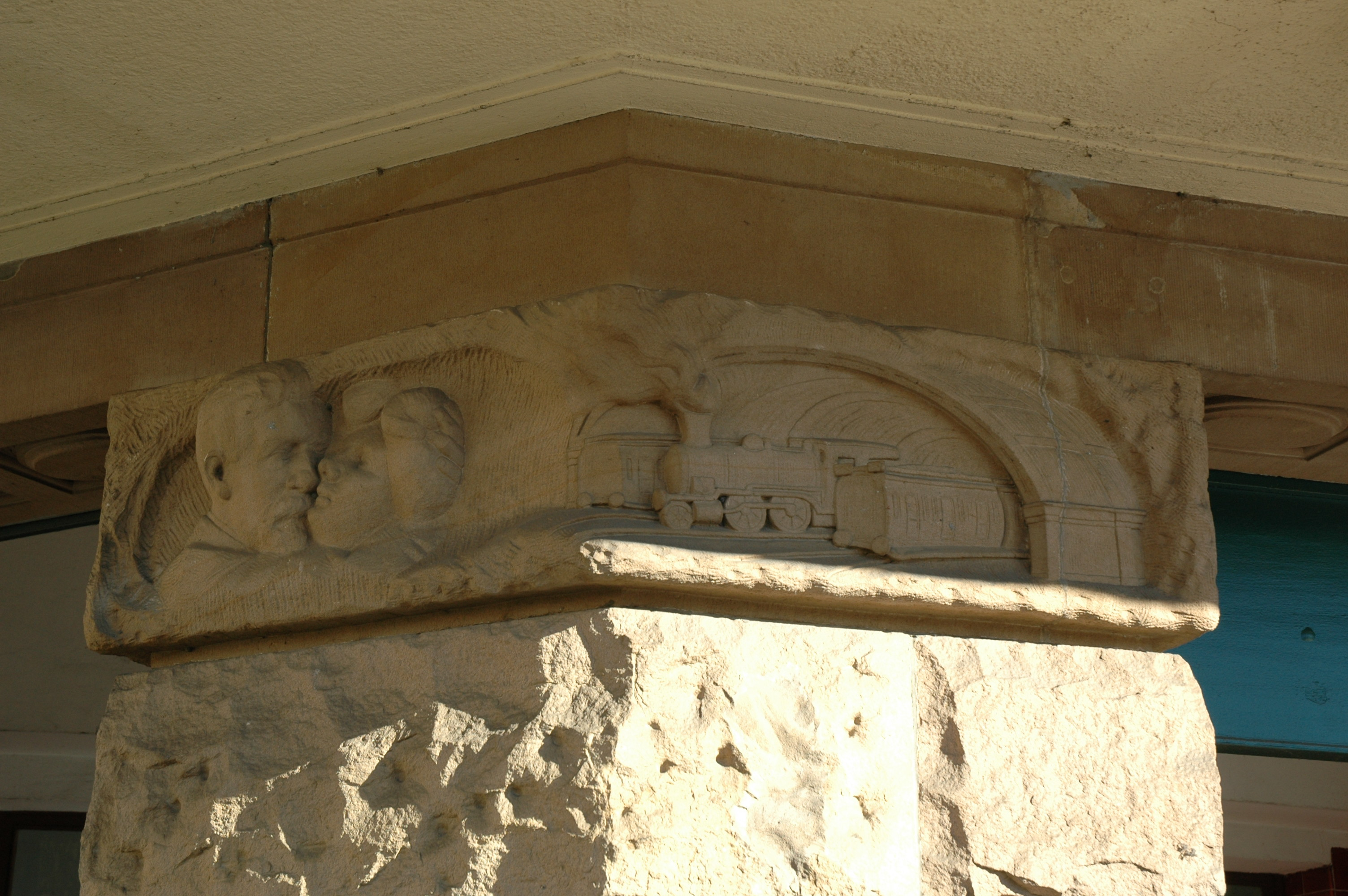
Relief am Eingangsportal des Bahnhofs

Das heutige Gebäude wurde zu Beginn des 20. Jahrhunderts von den Preußischen Staatseisenbahnen nach Plänen des Wirklich Geheimen Oberbaurates und Vortragenden Rates im preußischen Ministerium der öffentlichen Arbeiten Alexander Rüdell gebaut und 1908 eröffnet.
Im frühen 20. Jahrhundert schloss sich im Südwesten ein etwa drei Kilometer langer Rangierbahnhof an, der heute komplett stillgelegt und abgebrochen ist. Auf dieser und den angrenzenden Flächen der Signalwerkstatt und der ehemaligen Bahngärtnerei entstand der Mittelstandspark VohRang. Im Nordosten des Bahnhofs gab es bis 1971 ein Bahnbetriebswerk, das zunächst mit dem Bahnbetriebswerk Wuppertal-Steinbeck vereinigt und später ganz aufgelöst wurde. Der alte Ringlokschuppen, der noch lange an diese Zeit erinnerte, wurde 2015 niedergelegt.
In der Blüte seiner Jahre gab es hier neben der durchgehenden Düsseldorf-Elberfelder Bahnstrecke und dem Abzweig zur Prinz-Wilhelm-Eisenbahn auch eine Verbindungsstrecke zur 1896 eröffneten und 1999 stillgelegten Wuppertaler Nordbahn sowie von 1887 bis 1989 Anschluss an die Korkenzieherbahn.
Zwar hat die 1971 eingeführte neue Zuggattung InterCity nie planmäßig in Wuppertal-Vohwinkel gehalten, aber dennoch war es zeitweise der wichtigste Eisenbahnknoten Wuppertals.

## Derzeitige Situation
Sämtliche Züge des Fernverkehrs fahren ohne Halt durch den Bahnhof. Auch die Regional-Express-Linie Rhein-Münsterland-Express (RE 7) hält nicht in Vohwinkel. Der Wupper-Express (RE 4) und Maas-Wupper-Express (RE 13) bedienen hingegen Vohwinkel im Taktverkehr und bieten schnelle Regionalverbindungen im Halbstundentakt in die Oberzentren Hagen, Düsseldorf und Mönchengladbach. Einmal die Stunde geht es nach Hamm, Dortmund, Venlo und Aachen. Montags bis freitags wird Wuppertal-Vohwinkel zusätzlich stündlich vom Wupper-Lippe-Express (RE 49) bedient, der über Essen, Mülheim und Oberhausen nach Wesel fährt. Außerdem halten die Regionalbahnen der Rhein-Wupper-Bahn nach Köln zwei Mal pro Stunde in Vohwinkel, ein Mal in der Stunde geht es nach Bonn-Mehlem.
Im S-Bahn-Netz Rhein-Ruhr ist Vohwinkel jedoch Knotenpunkt. Die S-Bahn-Linie S 8 verbindet Wuppertal im Zwanzigminutentakt mit Düsseldorf, Neuss und Mönchengladbach, zweimal die Stunde auch mit Hagen und Schwelm, einmal die Stunde geht es nach Witten und Dortmund, die S 9 nach Essen, Recklinghausen und Haltern am See wechselt in Wuppertal-Vohwinkel von der Strecke Düsseldorf–Elberfeld auf die Prinz-Wilhelm-Eisenbahn nach Essen und umgekehrt. Vor der Betriebsaufnahme der S 9 wurde dazu ein neues Überwerfungsbauwerk errichtet. Die S 9 unterquert die Fernbahn beim Wechsel zwischen den Strecken durch einen eingleisigen Tunnel. Zum Fahrplanwechsel im Dezember 2009 fielen die Verstärkerzüge der Linie S 11 weg, da eine Neustrukturierung dieser Linie stattfand. Stattdessen verkehrt zur Hauptverkehrszeit die neu geschaffene S-Bahn-Linie S 68 von Vohwinkel aus über Düsseldorf nach Langenfeld (Rheinland). Im Dezember 2020 wurde die zuvor in Mettmann endende S 28 bis Wuppertal Hauptbahnhof verlängert und sie hält seitdem auch in Wuppertal-Vohwinkel.
Die S 8 und die S 68 werden von DB Regio betrieben, der Maas-Wupper-Express von Keolis Deutschland mit seiner Marke Eurobahn. Seit Dezember 2015 ist das britische Eisenbahnunternehmen National Express Betreiber der Rhein-Wupper-Bahn und seit Dezember 2020 auch des Wupper-Express, seit dem 15. Dezember 2019 ist Abellio Rail NRW Betreiber des neu eingeführten Wupper-Lippe-Express und der S-Bahn-Linie S 9. Die Linie S 28 wird von der Regiobahn betrieben.
| Linie | Linienweg | Takt                                                                                     | Betreiber             |
| ----- | --- | ---------------------------------------------------------------------------------------- | --------------------- |
| RE 4  | Wupper-Express: Aachen Hbf – Aachen Schanz – Aachen West – Herzogenrath – Kohlscheid (einzelne Züge) – Übach-Palenberg – Geilenkirchen – Lindern – Hückelhoven-Baal – Erkelenz – Rheydt Hbf – Mönchengladbach Hbf – Neuss Hbf – Düsseldorf-Bilk – Düsseldorf Hbf – Wuppertal-Vohwinkel – Wuppertal Hbf – Wuppertal-Barmen – Wuppertal-Oberbarmen – Schwelm – Ennepetal (Gevelsberg) – Hagen Hbf – Wetter (Ruhr) – Witten Hbf – Dortmund Hbf Stand: Fahrplanwechsel Dezember 2023 | 60 min                                                                                   | National Express      |
| RE 13 | Maas-Wupper-Express: Venlo – Kaldenkirchen – Breyell – Boisheim – Dülken – Viersen – Mönchengladbach Hbf – Neuss Hbf – Düsseldorf-Bilk – Düsseldorf Hbf – Wuppertal-Vohwinkel – Wuppertal Hbf – Wuppertal-Barmen – Wuppertal-Oberbarmen – Schwelm – Ennepetal (Gevelsberg) – Hagen Hbf – Schwerte (Ruhr) – Holzwickede – Unna – Bönen – Hamm (Westf) Hbf Stand: Fahrplanwechsel Dezember 2023 | 60 min                                                                                   | eurobahn              |
| RB 48 | Rhein-Wupper-Bahn: Wuppertal-Oberbarmen – Wuppertal-Barmen – Wuppertal Hbf – Wuppertal-Vohwinkel – Haan-Gruiten – Haan – Solingen Hbf – Leichlingen – Opladen – Leverkusen-Manfort – Köln-Mülheim – Köln Messe/Deutz – Köln Hbf – Köln West – Köln Süd – Hürth-Kalscheuren – Brühl – Sechtem – Roisdorf – Bonn Hbf – Bonn UN Campus – Bonn-Bad Godesberg – Bonn-Mehlem Stand: Fahrplanwechsel Dezember 2021 | 30 min (W-Oberbarmen–Köln) 30 (HVZ)/60 min (Köln–Bonn Hbf) 60 min (Bonn Hbf–Bonn-Mehlem) | National Express Rail |
| RE 49 | Wupper-Lippe-Express: Wesel – Friedrichsfeld (Niederrhein) – Voerde (Niederrhein) – Dinslaken – Oberhausen-Holten – Oberhausen-Sterkrade – Oberhausen Hbf – Mülheim (Ruhr)-Styrum – Mülheim (Ruhr) Hbf – Essen West – Essen Hbf – Essen-Steele – Essen-Kupferdreh – Velbert-Langenberg – Velbert-Neviges – Wuppertal-Vohwinkel – Wuppertal Hbf Stand: Fahrplanwechsel Dezember 2021 | 60 min (wochentags)                                                                      | DB Regio              |
| S 8   | Hagen Hbf – HA-Wehringhausen – HA-Heubing – HA-Westerbauer – Gevelsberg-Knapp – Gevelsberg Hbf – Gevelsberg-Kipp – Gevelsberg West – Schwelm – Schwelm West – W-Langerfeld – W-Oberbarmen – W-Barmen – W-Unterbarmen – Wuppertal Hbf – W-Steinbeck – W-Zoologischer Garten – W-Sonnborn – W-Vohwinkel – Haan-Gruiten – Hochdahl-Millrath – Hochdahl – Erkrath – D-Gerresheim – D-Flingern – Düsseldorf Hbf – D-Friedrichstadt – D-Bilk – D-Völklinger Straße – D-Hamm – NE Rheinpark-Center – NE Am Kaiser – Neuss Hbf – Büttgen – Kleinenbroich – Korschenbroich – MG-Lürrip – Mönchengladbach Hbf Stand: Fahrplanwechsel Dezember 2023 | 30 min 60 min (Hagen–Oberbarmen) 20 min (Oberbarmen–M’gladbach wochentags)               | DB Regio              |
| S 9   | Linienweg 1: Haltern am See – Marl-Hamm – Marl Mitte – GE-Hassel – GE-Buer Nord – Linienweg 2: Recklinghausen Hbf – Herten (Westf) – Hauptlinienweg: Gladbeck West – Bottrop-Boy – Bottrop Hbf – E-Dellwig Ost – E-Gerschede – E-Borbeck – E-Borbeck Süd – Essen West – Essen Hbf – E-Steele – E-Überruhr – E-Holthausen – E-Kupferdreh – Velbert-Nierenhof – Velbert-Langenberg – Velbert-Neviges – Velbert-Rosenhügel – Wülfrath-Aprath – W-Vohwinkel – W-Sonnborn – W-Zoologischer Garten – W-Steinbeck – Wuppertal Hbf – W-Unterbarmen – W-Barmen – W-Oberbarmen – W-Langerfeld – Schwelm West – Schwelm – Gevelsberg West – Gevelsberg-Kipp – Gevelsberg Hbf – Gevelsberg-Knapp – HA-Westerbauer – HA-Heubing – HA-Wehringhausen – Hagen Hbf Stand: Fahrplanwechsel Dezember 2023 | 60 min (je Linienast) 30 min (Gladbeck–Wuppertal) 60 min (Wuppertal–Hagen)               | DB Regio              |
| S 28  | Kaarster See – Kaarster Bahnhof – Kaarst Mitte/Holzbüttgen – IKEA Kaarst – Neuss Hbf – NE Am Kaiser – NE Rheinpark-Center – D-Hamm – D-Völklinger Straße – D-Bilk – D-Friedrichstadt – Düsseldorf Hbf – D-Flingern – D-Gerresheim – Erkrath Nord – Neanderthal – Mettmann Zentrum – Mettmann Stadtwald – Hahnenfurth-Düssel – W-Vohwinkel – W-Zoologischer Garten – W-Steinbeck – Wuppertal Hbf Stand: Fahrplanwechsel Dezember 2023 | 20/40 min (wochentags) 30 min (Wochenenden/Feiertage)                                    | Regiobahn             |
| S 68  | W-Vohwinkel – Haan-Gruiten – Hochdahl-Millrath – Hochdahl – Erkrath – D-Gerresheim – D-Flingern – Düsseldorf Hbf – D-Volksgarten – D-Oberbilk – D-Eller Süd – D-Reisholz – D-Benrath – D-Garath – D-Hellerhof – Langenfeld-Berghausen – Langenfeld (Rheinland) Stand: Fahrplanwechsel Dezember 2023 | 20 min (nur zur HVZ)                                                                     | DB Regio              |

## Bahnsteige

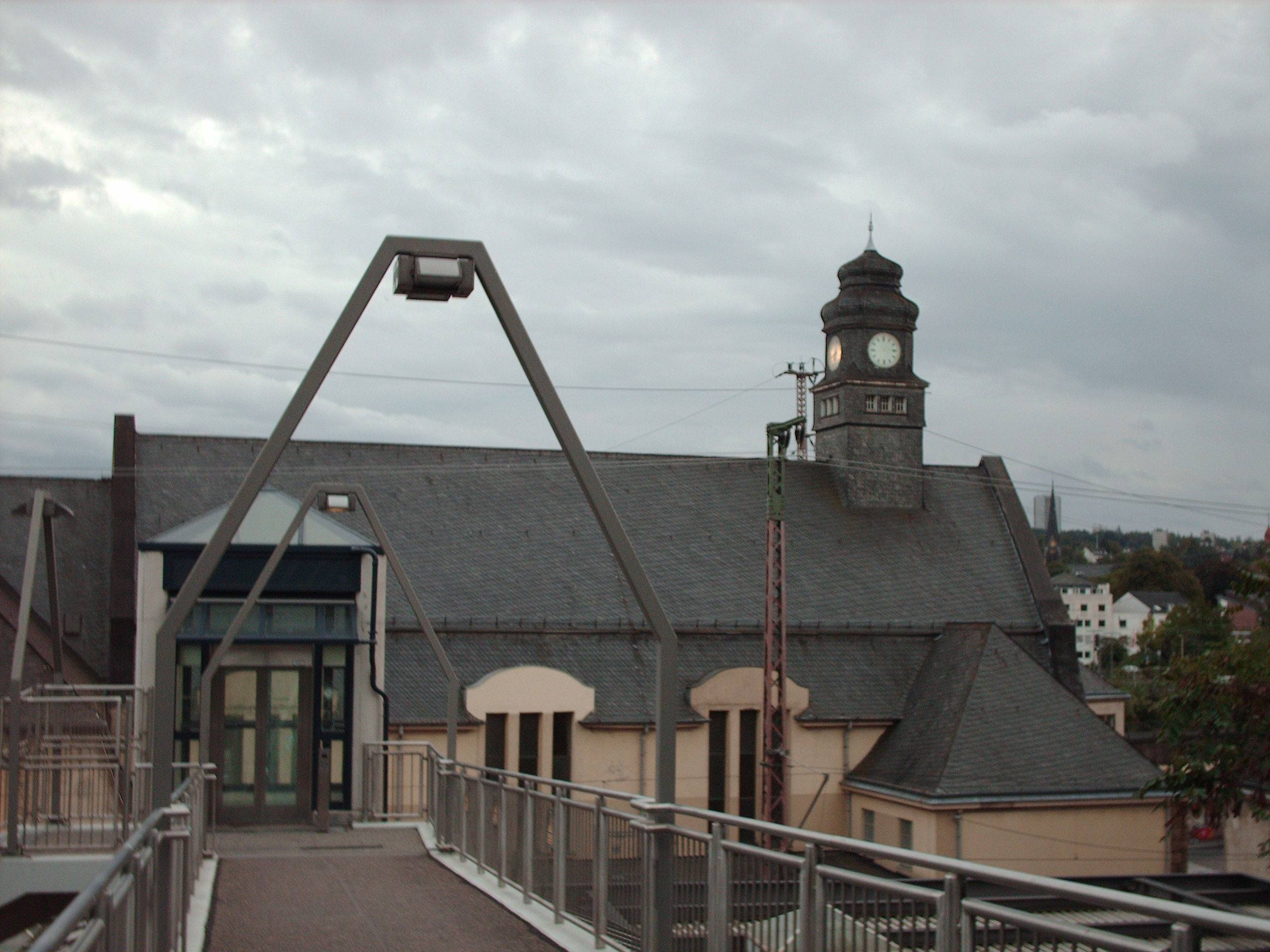
Bahnhof Wuppertal-Vohwinkel

Heute gibt es vier Bahnsteige, drei an der Düsseldorf-Elberfelder Strecke mit insgesamt sechs Gleisen (1–6) sowie einen weiteren an der Prinz-Wilhelm-Eisenbahn mit den Gleisen 11 und 12, wo seit Dezember 2003 die S 9 hält. Alle Bahnsteige besitzen einen stufenfreien Zugang. Auf den Gleisen 5 und 6 hält die S 8. Die Gleise 11 und 12, auf denen die S 9 und die S 28 halten, verfügen über einen barrierefreien Zugang sowohl durchs Bahnhofsgebäude als auch aus dem Vohwinkeler Norden.

## Zukünftige Änderungen
Von Seiten der Stadt Wuppertal wird zudem ein Halt des Rhein-Münsterland-Express in Vohwinkel gefordert. Auch nach der Neuausschreibung der Linie ab 2016 ist dieser vom VRR jedoch nicht vorgesehen und wird höchstens zu einem späteren Zeitpunkt ergänzt. Dafür fährt seit 2016 die Rhein-Wupper-Bahn in der Hauptverkehrszeit halbstündlich nach Bonn, sodass jetzt öfter eine Verbindung in die ehemalige Bundeshauptstadt besteht. Weiterhin wurde diese Linie in die andere Richtung nach Oberbarmen verlängert.
Ab 2025 soll zudem der Maas-Wupper-Express über Venlo hinaus bis Eindhoven verlängert werden.
Auf dem über sieben Hektar großen Gelände des früheren Bahnbetriebswerks an der Nathrather Straße soll künftig Wohnbebauung entstehen. Die Pläne wurden bislang jedoch nicht realisiert, weil die notwendige Aufschüttung des Geländes aus rechtlichen Gründen nicht wie geplant durchgeführt werden konnte.

## Stellwerk
Das Stellwerk des Bahnhofes Wuppertal-Vohwinkel Vpf (Wuppertal-Vohwinkel Personenbahnhof, Fahrdienstleiter) vom Typ Sp Dr S59 wurde 1964 im Zuge der Elektrifizierung der Wuppertaler Talstrecke eröffnet.

## Anbindung an den lokalen ÖPNV

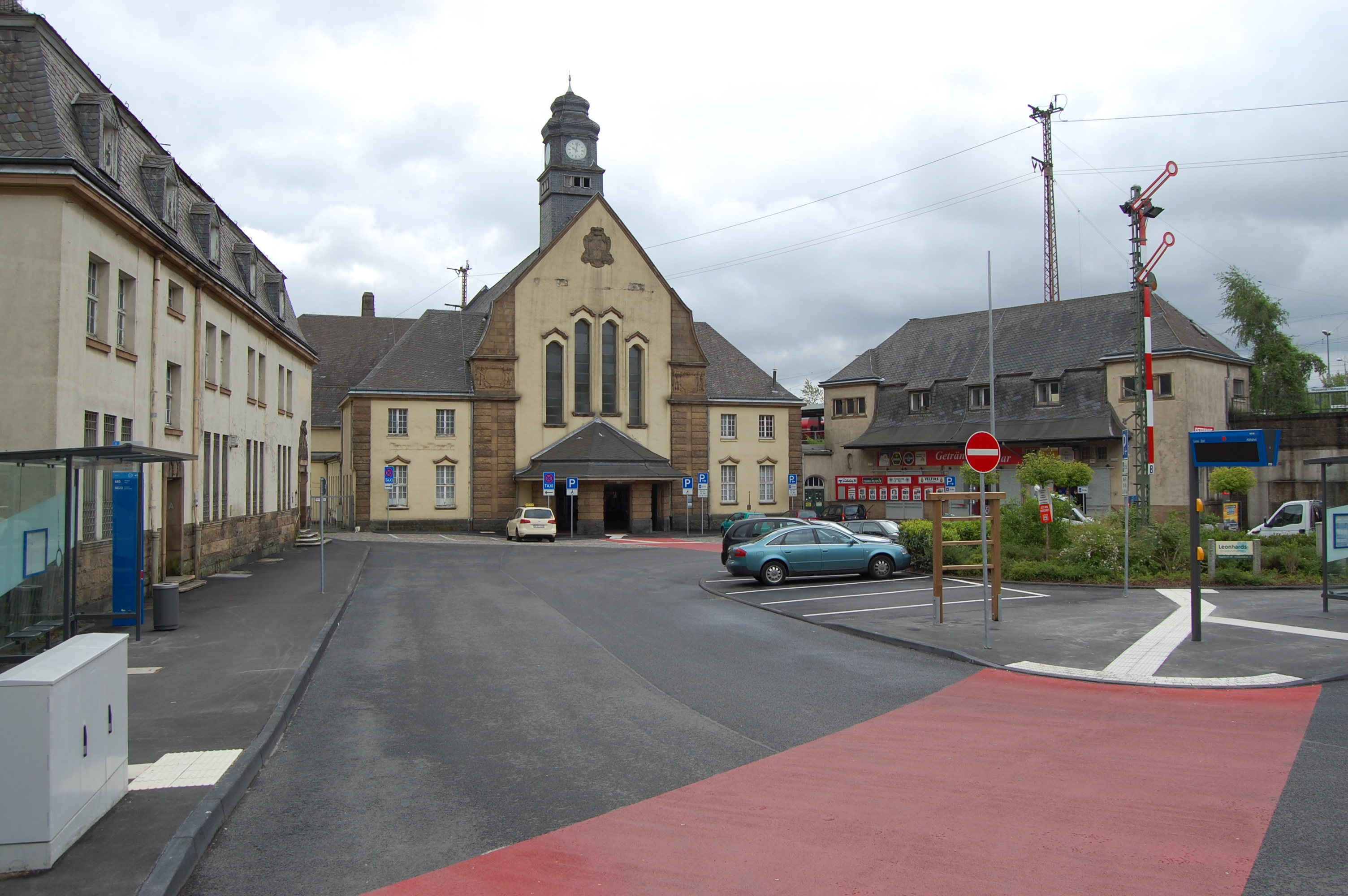
Der Anfang 2014 neu gestaltete Bahnhofsvorplatz.

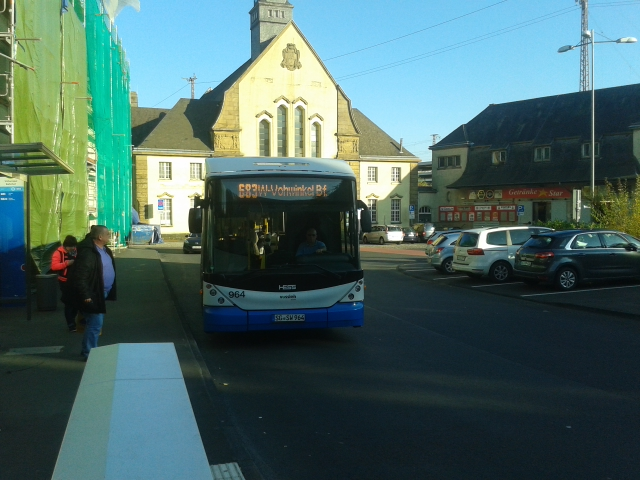
Solinger O-Bus mit abgezogenen Stromabnehmern auf dem Bahnhofsvorplatz

Mehrere lokale und regionale Buslinien fahren die Haltestelle im Vorfeld des Bahnhofs an.
Zudem wurde bereits seit 1985 geplant, den Oberleitungsbus aus Solingen von seiner bisherigen Endstation Vohwinkel Schwebebahn bis zum Bahnhof Vohwinkel zu verlängern. Voraussetzung dafür war die Neugestaltung des Bahnhofsvorplatzes, die Einrichtung eines kleinen Busbahnhofs und einer besseren Wendemöglichkeit auf dem Gelände, die neben anderen baulichen Maßnahmen im Bahnhofsvorfeld Anfang 2014 realisiert wurden. Der Umbau des Platzes wurde durch Fördergelder vom Verkehrsverbund Rhein-Ruhr (VRR) in Höhe von 556.000 Euro möglich, den notwendigen Eigenanteil von rund 100.000 Euro übernahmen die Stadtwerke Wuppertal und Solingen zusammen mit der Clees-Gruppe als Anlieger und Nutzer des Geländes. Im Zusammenhang des Umbaus wurden auch dynamische Fahrgastinformationssysteme am Bahnhof installiert und die leerstehenden Ladenlokale auf dem Bahnhofsvorplatz abgerissen. Am 13. Mai 2014 wurde der neue Vorplatz mit einem geschmückten O-Bus der Stadtwerke Solingen eingeweiht. Im August 2014 wurde die O-Bus-Verlängerung offiziell in Betrieb genommen.
| Linie | Verlauf |
| ----- | --- |
| 609   | Wuppertal-Vohwinkel Tesche – Wuppertal-Vohwinkel Bf. – Vohwinkel Schwebebahn – Wuppertal-Vohwinkel, Simonshöfchen/Derken                                                                        |
| 621   | Wülfrath-Aprath Bf. – Wuppertal-Wieden – Wuppertal-Vohwinkel Bf. – Vohwinkel Schwebebahn – Wuppertal-Vohwinkel, Dasnöckel                                                                       |
| 631   | Wuppertal-Vohwinkeler Feld – Wuppertal-Vohwinkel Bf. – Bruch – Wuppertal-Vohwinkel, Dasnöckel                                                                                                   |
| 641   | Wülfrath-Stadtmitte – Wülfrath-Düssel – Wuppertal-Dornap – Wieden Schleife – Wuppertal-Vohwinkel Bf. – Vohwinkel Schwebebahn – Haan-Gruiten, Kirche – Gruiten                                   |
| 683   | Oberleitungsbus Solingen Wuppertal-Vohwinkel Bf. – Vohwinkel Schwebebahn – Solingen-Gräfrath – Solingen ZOB Graf-Wilhelm-Platz – Solingen Mitte – Solingen-Krahenhöhe – Solingen-Burger Bahnhof |
| 745   | Mettmann, Jubiläumsplatz – Mettmann Zentrum – Mettmann Stadtwald – Wuppertal-Dornap – Wieden Schleife – Wuppertal-Vohwinkel Bf. – Vohwinkel Schwebebahn                                         |
| 784   | (Düsseldorf-Urdenbach) – Düsseldorf-Benrath – Hilden – Hilden, Gabelung – Haan Bahnhof – Haan Markt – Vohwinkel Schwebebahn – Wuppertal-Vohwinkel Bf.                                           |

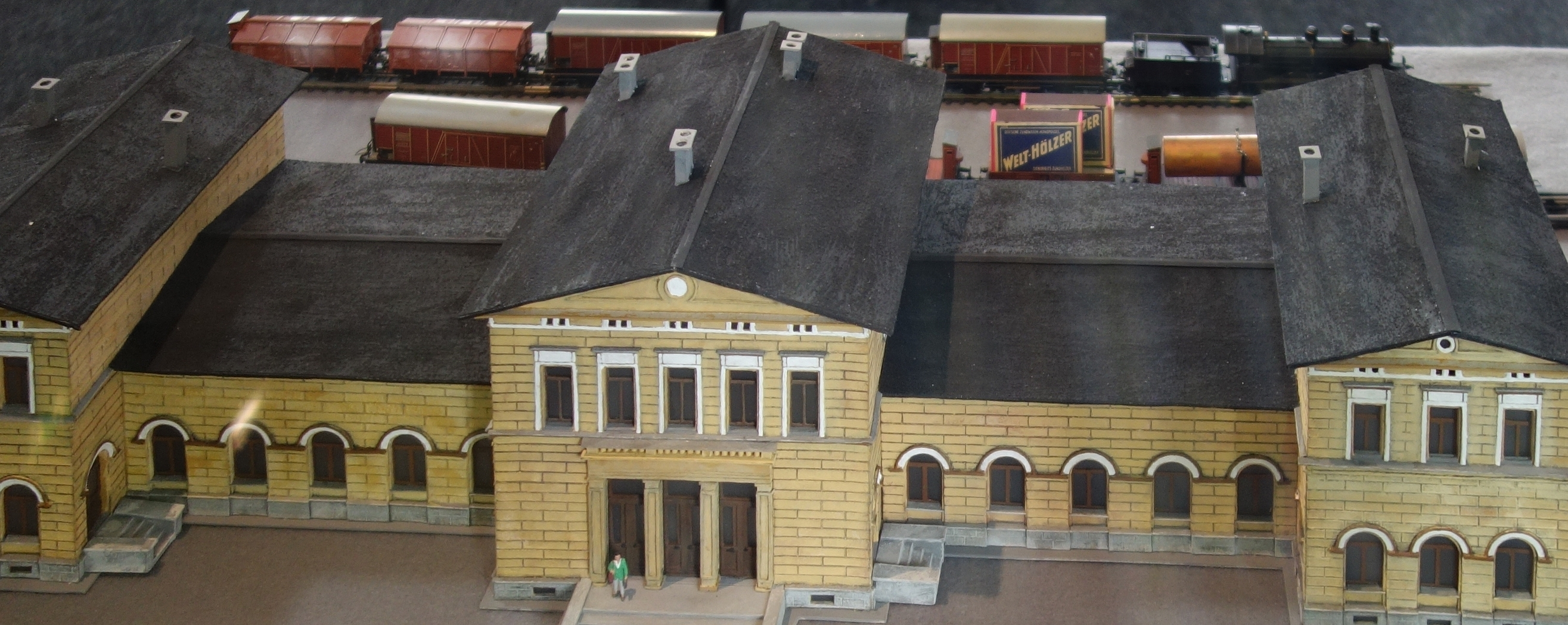
Modell des 1973 abgerissenen alten Bahnhofs

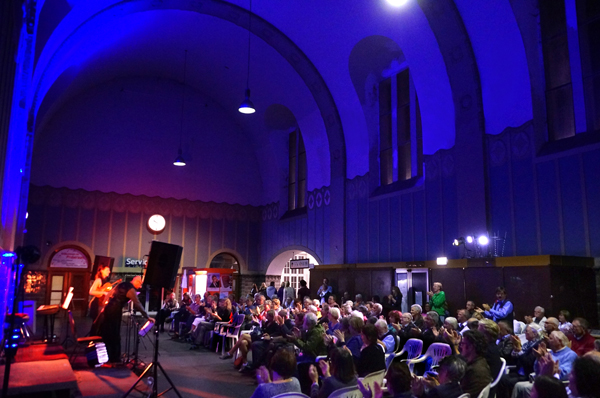
Öffentliches Konzert in der Schalterhalle, organisiert vom „Projekt BürgerBahnhof“.

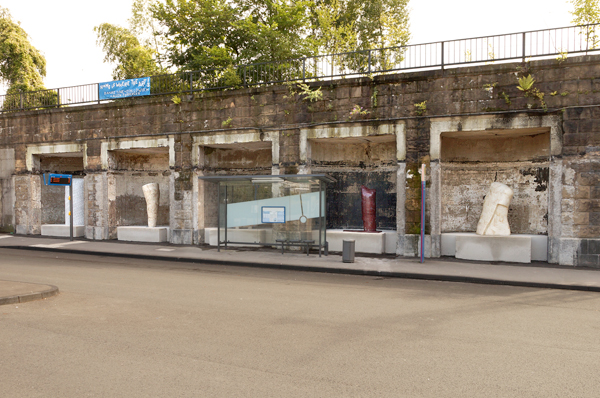
„5NischenProjekt“ des Künstlers Eckehard Lowisch am Bahnhofsvorplatz Wuppertal-Vohwinkel.

Die Wuppertaler Schwebebahn besitzt zwar keine eigene Haltestelle am Bahnhof, jedoch sind die Schwebebahnhöfe Vohwinkel und Bruch innerhalb von 5 min fußläufig erreichbar.

## Das Projekt BürgerBahnhof
Der gemeinnützige BüBa e. V. entwickelt, fördert und realisiert unter dem Motto Projekt BürgerBahnhof als Zwischennutzer Ideen und Konzepte zur Wiederbelebung des Empfangsgebäudes. In Eigenleistung entstand ein multifunktionaler Treffpunkt mit etwa 50 öffentlichen Veranstaltungen im Jahr. Der BürgerBahnhof ist mittlerweile fester Bestandteil der freien Wuppertaler Kulturszene mit einer Wirkung weit über den Stadtteil hinaus. Zwischen 2014 und 2023 wurde zusätzlich die ehemalige Expressgutabfertigung unter dem Namen KunstStation als nichtkommerzieller Projektraum für Kunstausstellungen genutzt. Zu besonderen Anlässen bietet der BürgerBahnhof (in Absprache mit der Deutschen Bahn) auch Aktionen in der monumentalen Schalterhalle. Die Bepflanzung und Pflege der Grünanlage am Bahnhofsvorplatz, Umfeldreinigungen und die künstlerische Umgestaltung einer ehemaligen Ladenzeile durch den Künstler Eckehard Lowisch wurden ebenfalls durch das bürgerschaftliche Engagement des Vereins initiiert. Den Bahnhofsnutzern wird außerdem ein selbst programmierter Abfahrtsmonitor der Züge in Vohwinkel und der Busse vom Bahnhofsvorplatz in den Gruppenräumen von außen einsehbar zur Verfügung gestellt. Hier steht auch ein von Karl Hundsdörfer nach alten Fotos und Plänen angefertigtes maßstabsgerechtes Modell (1:87) des alten Bahnhofs, der 1873 gebaut und 1973 abgerissen wurde. Aufgestellt wurde dieses Modell anlässlich der Feiern zum Jubiläum 175 Jahre Eisenbahnen in Vohwinkel.
Das zum Bahnhofsensemble gehörende und mittlerweile privatisierte ehemalige Postgebäude ist nach Jahren der Verwahrlosung zu Seniorenwohnungen umgebaut worden.